# 백송고등학교
백송고등학교(白松高等學校)는 대한민국 경기도 고양시 일산서구 덕이동에 있는 사립 고등학교이다.

## 학교 연혁
- 1969년 10월 6일 : 학교법인 고양학원 설립 인가, 학교 소재지 경기도 고양군 일산읍 일산리 산 18-15, 초대 이사장 취임(이사장 설립자 송준화)
- 1974년 1월 5일 : 초대 교장 임명섭 선생 취임
- 1974년 3월 2일 : 고양여자상업고등학교 개교(1학년 2학급)
- 1975년 11월 24일 : 고양여자종합고등학교로 학교명 변경(보통과 3학급, 상업과 9학급 총 12학급)
- 2001년 9월 20일 : 학교이전 신축학교 소재지 경기도 고양시 일산서구 덕이동 산 199번지
- 2006년 3월 1일 : 고양여자고등학교로 교명 변경
- 2012년 3월 1일 : 백송고등학교(남여공학)로 교명 변경
- 2012년 7월 1일 : 일반계 고등학교로 학과 변경 승인(보통과 5학급)
- 2015년 7월 10일 : 야구부 창단
- 2019년 9월 17일 : 제4대 이사장 취임(이사장 정치학박사 송용운)
- 2022년 9월 1일 : 제10대 교장 주영호 선생 취임
- 2024년 2월 7일 : 백송고등학교 제48회 졸업(111명, 합계 12,079명)

## 참고 자료
- 백송고등학교 - 한국교육학술정보원 학교알리미